# Forza Horizon
Forza Horizon — відеогра в жанрі аркадного автосимулятора, розроблена Playground Games у співпраці з Turn 10 Studios та видана компанією Microsoft Studios у жовтні 2012 року ексклюзивно для консолі Xbox 360. Є п'ятою частиною серії Forza.
У порівнянні з попередніми іграми серії, у Forza Horizon гравцю надано відкритий світ. Дія відбувається на вигаданому фестивалі Horizon у Колорадо. За сюжетом новенький прибуває на фестиваль і вирішує пробитися до лідерів серед перегонників. Гравець може брати участь у різних заїздах, що включають як перегони, так і побічні завдання, наприклад виконання видовищних технік. У міру проходження гравцю також стають доступні нові автомобілі, які за бажанням можна модифікувати. Є онлайн-режим до 8 гравців, що містить як більшість особливостей поодинокої гри, так і унікальні типи змагань. Крім цього, є можливість порівнювати свої результати та статистику з іншими людьми.
Спочатку Forza Horizon задумувалася як експериментальний спіноф серії Forza. У ході створення було внесено суттєві нововведення та відтворено автентичну концепцію музичного фестивалю, для чого команда розробників співпрацювала з відомими світовими діджеями та компаніями. Ігрова преса здебільшого позитивно зустріла Forza Horizon: відзначивши вдалу концепцію, високу якість графіки та опрацьовані автомобілі, але критику зазнали сюжет і обмеженість відкритого світу. Гра також здобула комерційний успіх та спонукала видавця до створення повноцінної лінійки серії Forza Horizon: у 2014 році було випущено сиквел — Forza Horizon 2.

## Ігровий процес
Forza Horizon — заснована навколо фіктивного фестивалю «Горизонт», вуличного перегонового заходу, встановленого в штаті Колорадо. У грі входять багато різних аспектів геймплея з попередніх частин Forza Motorsport, таких як велика різноманітність автомобілів, зокрема близько 300 автомобілів, реалістична фізика та графіка високої чіткості. Гравці можуть їздити на дорозі в певних районах, інші обмежуються захисними поручнями або іншими засобами.
Кілька видів перегонів включаючи від дрифту до ралі та перегонів з чекпоінтами. Трафік AI буде присутній на дорогах під час одиночної гри що забезпечує нову динаміку для системи Forza. Гравці також можуть кинути виклик іншим гравцям фестивалю Horizon, Місцеположення є випадковим кожен раз, і AI має можливість використовувати ярлики на свою користь. Перегони проходять у різний час протягом цілодобового циклу включеного до гри, включаючи нічні перегони.
Інші аспекти геймплея містять автошоу, в якому гравець може купувати або продавати автомобілі, гараж, в якому гравець може вручну або автоматично модернізувати свої автомобілі, і магазин в якому гравець може створювати унікальні скіни на автомобілі.

## Розробка

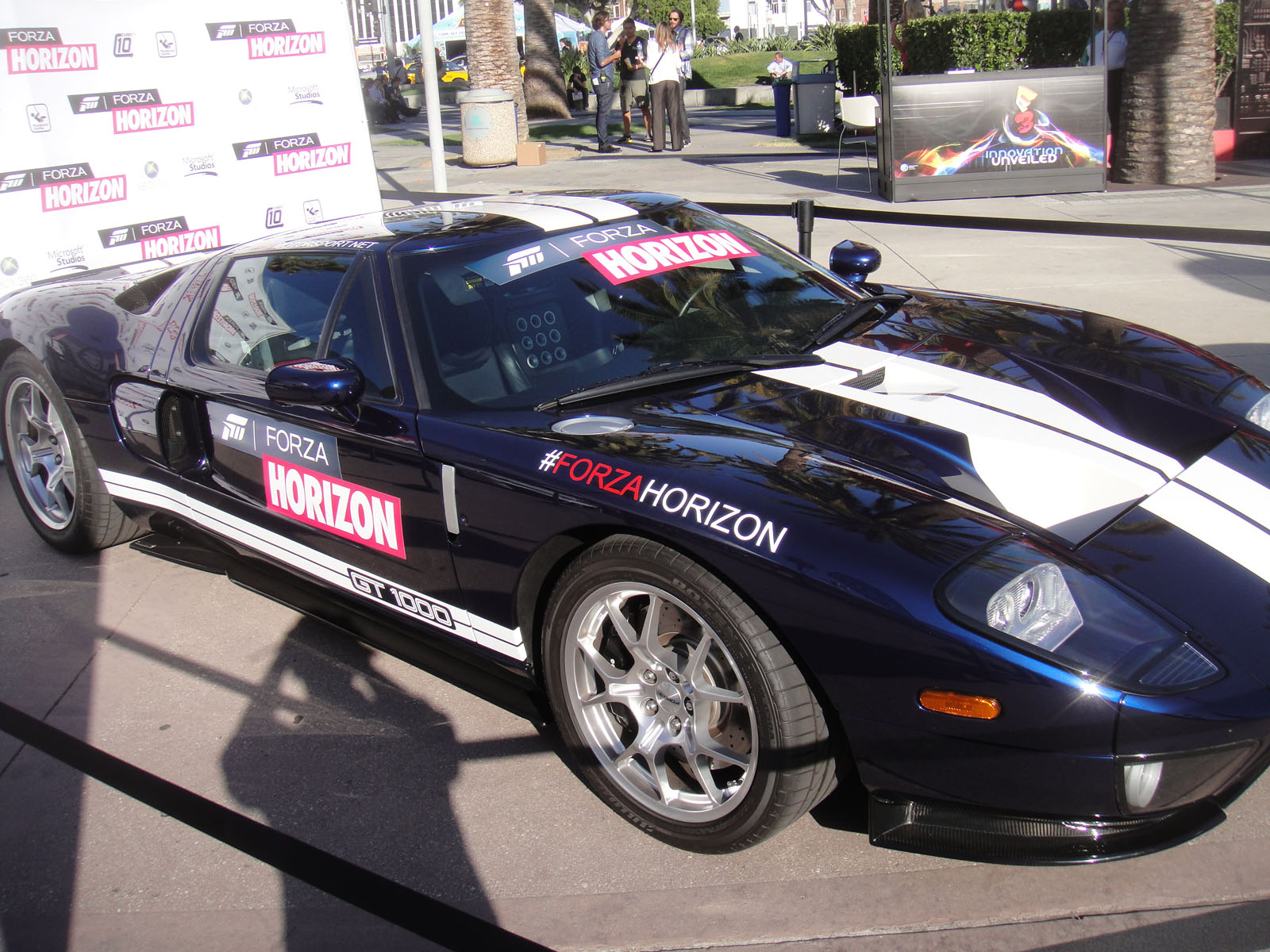
E3 Expo 2012 — Forza Horizon car

Forza Horizon розробляється британською компанією Playground Games, яка була заснована вихідцями зі студій раніше відомих як Bizarre Creations (серія Project Gotham Racing і Blur) і Black Rock Studio (Pure і Split Second). Коли Дена Грінуолт запитали про участь в розробці Playground Games, глава Turn 10 Studios, відповів: «Я б не став довіряти їм так, як я це роблю, якщо я б не очікував. Я поважаю їх здатності, тому що вони здатні придумати чудові ідеї. Тому я думаю, так, вони створюють те, що може здивувати фанатів і навіть можуть привнести деякі інновації».
Ден Грінуолт вважає, що такі ризики, необхідні для досягнення нового бачення франшизи. «Звичайно, це ризик», сказав Грінуолт VideoGamer.com. "Ми створили команду, і прогрес який був зроблений всередині країни, допоміг добитися нам великого успіху. Чотири випущені гри за вісім років, хороші відгуки як критиків, так і гравців, хороші продажі, і ми нарощуємо наші обороти. Наступне питання, чи повинен я їм довіряти? Тут є, звичайно, ризик. Але я довіряю їм. Деякі з кращих перегонових ігор в останні двадцять років вийшли з Великої Британії. Там багато великих розробників перегонових симуляторів. І талант Playground Games безсумнівно привернув до себе нашу увагу ".

## Оцінка й відгуки
| Агрегатор    | Оцінка |
| ------------ | ------ |
| GameRankings | 86.19% |
| Metacritic   | 85/100 |

| Видання                                  | Оцінка |
| ---------------------------------------- | ------ |
| Eurogamer                                | 9/10   |
| G4                                       | 4.5/5  |
| Game Informer                            | 8.5/10 |
| GamesRadar+                              | [ 6 ]  |
| IGN                                      | 9.0/10 |
| Official Xbox Magazine (Велика Британія) | 9/10   |
| Official Xbox Magazine (США)             | 9.0/10 |
| Pocket Gamer                             | 9,4/10 |

Ігровий портал Gmbox дав грі максимально можливий бал — 100, констатуючи: «Абсолютно гармонійна гра, в якій вміст ідеально відповідає формі». сайт Kanobu.ru поставив грі 85 балів зі 100, підсумувавши: "При всіх нюансах Forza Horizon чи не порушує загального уявлення про серіал: "сівши за кермо "віртуальної машини, відразу ж розумієш — так, це Forza в обставинах популярного сьогодні піджанру. У спрощення немає нічого поганого — це як і раніше страшно захоплива перегонова гра, з якої прибрали все саме нудне. Можливо, слова «це не симулятор» змусять кого-небудь скривити губи в усмішці. Ніяк не уникнути цитати: зловтіха? Марна — Forza стала ближче і не розгубила ні краплі своєї чарівності ". Також 85 балів гра отримала від порталу Игры@mail.ru, оглядач Іван Талачев писав: "Дуже гарні перегони з відкритим світом, ефектними декораціями, осудною фізичною моделлю і різноманітними ігровими режимами. Команда фахівців з віртуальних перегонів зробила одну з кращих перегонів на найближчі кілька років. Нехай нова Forza всього лише розвиває ідеї недавньої дилогії Test Drive Unlimited і запозичує щось із Burnout Paradise, її виконання в будь-якому випадку заслуговує усіляких похвал. Якщо ви до цього моменту не особливо шанували перегонові симулятори, почніть змінювати свою думку саме з Horizon ". Журнал Країна Ігор присудила перегонам 90 балів, зазначивши в рецензії: "Forza Horizon — це не просто виправдання неможливості випускати щороку по номерної частини популярного і зараз вже єдиного ексклюзивного перегонового серіалу, це спін-офф, який за значущістю не поступається оригіналу. Так, він націлений на іншу — найширшу, більше бажану — аудиторію, але в цьому немає абсолютно нічого поганого. Як немає нічого ганебного в тому, що по суті Forza Horizon запозичує занадто багато всього, не ризикує і не привносить в жанр нове ", таку ж оцінку виставив грі сайт 3DNews підсумувавши: "Гра, духовно близька до Test Drive Unlimited, виявляється чи не найприкметнішим представником жанру в поточному поколінні. Порівнювати з недавніми випусками Need for Speed якось навіть і безглуздо — Forza Horizon виглядає набагато якісніше ". Сайт Gameguru, зазначивши переваги гри — «Forza стала ще більш дружньої й масової», проте поскаржився: "гра втратила серйозність. Про третій частині Test Drive Unlimited нічого не чути, а Horizon являє собою ідеальну заміну TD. Головне, щоб розробники остаточно не пішли в казуальність, як це сталося з DiRT. Фестивалі, відкритий світ, щось на кшталт сюжету — добре, але хочеться попросити розробників не забувати, що Forza все ж трохи про інше ".